# Regiones de Islandia

Mapa con las regiones de Islandia.

Las regiones de Islandia son ocho y se utilizan sobre todo como unidades estadísticas. Las jurisdicciones de los tribunales de distrito también siguen esta división. Los códigos postales utilizan las regiones con alguna excepción. Antes de 2003, las regiones se utilizaban como circunscripciones electorales para las elecciones al Alþingi. Sin embargo, estos usos (excepto los estadísticos) se basaban en una distribución anterior de regiones en la que Reikiavik y los municipios que la rodean, en el actual Distrito de la Capital, eran parte de la región de Reykjanes, actualmente llamada Suðurnes. 
| Landsvæðun (Región)                | Español                      | Capital      | Población (2016) | Área en km² | Hab/km² |
| ---------------------------------- | ---------------------------- | ------------ | ---------------- | ----------- | ------- |
| Höfuðborgarsvæðið                  | Distrito de la capital       | Reikiavik    | 213.619          | 1.062       | 201,15  |
| Suðurnes (anteriormente Reykjanes) | Suroccidental/ Sudoccidental | Keflavík     | 22.509           | 829         | 27,15   |
| Vesturland                         | Occidental                   | Borgarnes    | 15.766           | 9.554       | 1,65    |
| Vestfirðir                         | Fiordos occidentales         | Ísafjörður   | 6.883            | 9.409       | 0,73    |
| Norðurland Vestra                  | Noroccidental                | Sauðárkrókur | 7.128            | 12.737      | 0,56    |
| Norðurland Eystra                  | Nororiental                  | Akureyri     | 29.361           | 21.968      | 1,34    |
| Austurland                         | Oriental                     | Egilsstaðir  | 12.452           | 22.721      | 0,55    |
| Suðurland                          | Meridional                   | Selfoss      | 23.972           | 24.811      | 0,97    |
| Total                              |                              |              | 332.529          | 102.806     | 3,23    |